# Jine
Jine(ジャイン）は、日本の男性3人組のR&Bコーラス・グループ。安室奈美恵、CHEMISTRY等を手がけるプロデューサー、Nao'ymtもメンバーの一人である。

## 来歴
1998年にNao'ymt、Jun、Eijiの３人でR&Bコーラスグループ、Jineを結成。メンバー各々がリードシンガーとしてステージに立てるスキルを持ち合わせた、完全セルフプロデュース型のグループ。2000年にミニアルバム「JINE」をリリースした。2008年にNao'ymtが発表したアルバム「Nao’ymt wit’-1st Season-」にJineの曲が収録されている。
| スタブアイコン | サブスタブ | この項目は、まだ閲覧者の調べものの参照としては役立たない、音楽関係者（バンド等）に関連した書きかけの項目です。この項目を加筆・訂正などしてくださる協力者を求めています（P:音楽/PJ:芸能人）。 |